# Helionidia zelena
Helionidia zelena är en insektsart som beskrevs av Irena Dworakowska 1992. Helionidia zelena ingår i släktet Helionidia och familjen dvärgstritar. Inga underarter finns listade i Catalogue of Life.